# Anna Nemetz-Schauberger
Anna „Anni” Schauberger (născută Nemetz, 4 ianuarie 1944, în Ciacova, România, d. 28 noiembrie 2017, Augsburg, Germania) a fost o handbalistă de origine germană din România, campioană mondială și multiplă campioană națională. Conform unor articole de presă, Nemetz-Schauberger a fost „probabil cea mai mare handbalistă din Timișoara și Banat” și, „foarte probabil, cea mai bună sportivă a Banatului, de naționalitate germană”.
Anna Nemetz-Schauberger a evoluat în atac pe postul de centru și a fost și o foarte bună apărătoare.

## Biografie
Anna Nemetz s-a născut pe 4 ianuarie 1944, ca fiică a lui Josef Nemetz din Ciacova și a Annei, fostă Krapp, din Rovinița Mică. Între anii 1951-1958 a urmat școala primară și gimnazială în limba germană din Ciacova, orașul natal, apoi cursurile Liceului Sportiv din Timișoara, în perioada 1958-1962. În 1958 a fost remarcată de profesorul-antrenor Adam Fischer, iar în 1959, la vârsta de 15 ani, a debutat în echipa de handbal a Liceului Sportiv, Clubul Sportiv Banatul Timișoara, precum și în echipa națională de junioare. În 1960, la doar 16 ani, sub conducerea antrenorului Victor Chița, a promovat cu CSȘ Banatul în categoria A a campionatului campionatului republican.
În 1962, handbalista a fost admisă la Facultatea de Educație Fizică și Sport a Universității din Timișoara, pe care a absolvit-o în anul 1966, devenind profesoară de educație fizică. În anul admiterii la facultate, Nemetz a fost înscrisă și în echipa de handbal a universității, unde a rămas până în 1969. Cu Universitatea Timișoara, denumită în primii ani „Știința”, Ana Nemetz a câștigat patru titluri naționale și trei medalii de argint în campionatul republican. În această perioadă, Nemetz a purtat și banderola de căpitan al echipei timișorene.
În 1967, Anna Nemetz și Universitatea Timișoara, antrenată la acea vreme de Constantin Lache, au ajuns până în semifinalele Cupei Campionilor Europeni, dar echipa română a fost învinsă de Žalgiris Kaunas, viitoare câștigătoare a trofeului.
Nemetz a debutat la echipa națională a României în anul 1960, la vârsta de doar 16 ani. În decembrie 1961, într-un interviu acordat ziarului Sportul Popular după o serie de meciuri amicale cu selecționata RSS Ucrainene, antrenorul Constantin Popescu declara că „«Speranțele» încep să pășească cu curaj spre formația de bază. Am fost plăcut impresionat de jocul destul de bun al Mariei Ștef (doar la Reșița), al Judithei Neako și Anei Nemetz”. În anii următori, handbalista a devenit o componentă de bază a echipei naționale și a făcut parte din selecționata care a câștigat medalia de aur la Campionatul Mondial din 1962, desfășurat în România. Înaintea acestei performanțe, presa sportivă a remarcat că „în lot au fost promovate o serie de jucătoare tinere talentate, cum sînt Felicia Gheorghiță, Ana Nemetz, Elena Hedeșiu și W. Frantz”. Pentru rezultatul de la campionatul mondial, mai multe handbaliste, printre care și Nemetz, au fost recompensate cu titlul de Maestru al Sportului.
Anna Nemetz a luat parte și la Campionatul Mondial din 1965, unde echipa României s-a clasat pe locul 6. Nemetz a înscris două goluri în competiție.
Pe 30 noiembrie 1968, Anna Nemetz s-a căsătorit la Ciacova cu „tânărul tehnician” Ernst Schauberger. În decembrie 1968, Federația Română de Handbal a aprobat transferul handbalistei de la Universitatea Timișoara la echipa Constructorul Timișoara. Transferul a intrat în vigoare începând din sezonul următor.
Anna Nemetz-Schauberger s-a retras din activitatea sportivă în 1976. În întreaga carieră, ea a disputat 130 de partide în prima ligă de handbal, 35 de partide alături de echipa națională a României și 80 de partide în diferite cupe.

## Palmares

### Cu echipe de club

#### În 7 jucătoare
- Campionatul republican categoria A: 
  - Câștigătoare: 1964, 1966, 1968, 1969
  - Medalie de argint: 1963, 1965, 1967

- Cupa Campionilor Europeni:
  - Semifinalistă: 1967[11]

### Cu echipa națională
- Campionatul Mondial: 
  -  Medalie de aur: 1962 (handbal în 7)

- Trofeul Carpați: 
  -  Câștigătoare: 1962, 1963, 1967

## Distincții individuale
Pentru câștigarea medaliei de aur la campionatul mondial din 1962, Anna Nemetz a fost declarată Maestru al Sportului.
Prin decretul nr. 905 din 31 mai 2009, „în semn de înaltă apreciere a rezultatelor handbalistice de excepție, pentru contribuția la prestigiul școlii românești de handbal, pentru dăruirea și spiritul de fair-play prin care au promovat valorile sportului de performanță și imaginea României în lume”, președintele Traian Băsescu a decorat mai mulți handbaliști, printre care și pe Anna Nemetz-Schauberger. Fostei handbaliste i-a fost conferit Ordinul Meritul Sportiv clasa a II-a.
Pe 12 iunie 2009, în prezența a circa 800 de persoane, 47 de foști handbaliști, printre care și Anna Nemetz-Schauberger, au fost premiați cu trofeul „Campioni de legendă” de către premierul Emil Boc.
Prin Hotărârea nr. 48/2009 a Consiliului Local Ciacova, Anna Nemetz-Schauberger a fost declarată în unanimitate „Cetățean de Onoare” al orașului, „pentru aportul pe care l-a adus pe parcursul anilor, la dezvoltarea și promovarea sportului ciacovean”. O nouă sală de sport construită în Ciacova a fost denumită „Sala de sport Anna Nemetz”.

## Viața personală
Anna Nemetz a fost căsătorită cu Ernst Schauberger, fotbalist al echipei Progresul Ciacova, cu care a avut doi copii: o fată, Karin, și un băiat, Kurt, fotbalist și el la echipa Progresul, apoi în ligile inferioare din Germania. Între 1966 și 1970, Nemetz-Schauberger a activat ca profesor de sport la Liceul Sportiv din Timișoara, iar între 1970 și 1986, la Liceul Teoretic din Ciacova. În 1986, soții Schauberger au depus actele pentru a emigra în Germania, motiv pentru care fosta handbalistă a fost exclusă din învățământ. În 1990, întreaga familie Schauberger a emigrat și s-a stabilit la Augsburg.
Chiar și în Germania, Anna Nemetz-Schauberger a rămas aproape de sportul pe care l-a practicat în tinerețe. Pe 4 octombrie 2003, la Ulm s-au desfășurat două meciuri amicale de handbal între selecționate feminine, respectiv masculine, ale sașilor transilvăneni și șvabilor bănățeni. Din componența echipelor au făcut parte foști campioni mondiali precum Alexander Fölker, Erika Blahm-Klein, Gerlinde Reip-Oprea sau Hansi Schmidt. Antrenoarele celor două selecționate feminine au fost Anna Stark-Stănișel și Anna Nemetz-Schauberger.
Fosta handbalistă a păstrat și după emigrarea în Germania o legătură strânsă cu localitatea natală, unde s-a întors de mai multe ori. Ultima călătorie la Ciacova a făcut-o în primăvara anului 2013, când Anna Nemetz-Schauberger a vizitat toate clădirile Liceului Teoretic, inclusiv sala și terenul de sport al instituției de învățământ la care a predat timp de mulți ani.